# Tilly Bébé
Pour les articles homonymes, voir Rupp et Bébé.
Tilly Bébé  (27 mars 1879 - 11 avril 1932) est le nom de scène de l'artiste de cirque autrichienne Mathilde Rupp. Elle est remarquée pour ses performances avec de grands prédateurs et est considérée comme une pionnière dans le domaine du domptage des lions. En plus des spectacles vivants, elle participe à la réalisation de films muets. Mathilde Rupp est née à Vienne et a d'abord suivi une formation de dactylographe. Contre la volonté de son père, elle quitte sa place, dans un cabinet d'avocats, pour travailler avec des serpents au vivarium de Vienne (de). Elle commence à jouer avec des hyènes, vers 1897, et son père accepte son choix de carrière, devenant son manager, deux ans plus tard. Tout au long de sa carrière, Bébé fait des apparitions dans de nombreuses capitales européennes, tant avec des lions qu'avec des ours polaires. Elle fait également une tournée en Amérique du Sud, dans les années 1920. Se produisant jusqu'à la cinquantaine, elle meurt à Vienne en 1932.

## Jeunesse
Mathilde Rupp naît le 27 mars 1879 à Perchtoldsdorf, en Autriche-Hongrie. Son père, Franz Xaver Rupp, est marchand de fruits et légumes et son grand-père est le professeur et compositeur Ambros Rieder (de). Elle grandit dans le bâtiment de l'école, sur la place de la ville, et sa mère meurt quand elle a neuf ans.
Mathilde Rupp suit d'abord une formation de dactylographe à l'Institut commercial de Vienne,. Elle obtient un emploi dans un cabinet d'avocats mais elle part pour poursuivre une carrière dans le domaine des soins aux animaux. Au début, son père s'oppose à ce choix de carrière, mais en 1899, il cède à ses souhaits, non seulement en donnant son accord mais en devenant son manager.

## Carrière

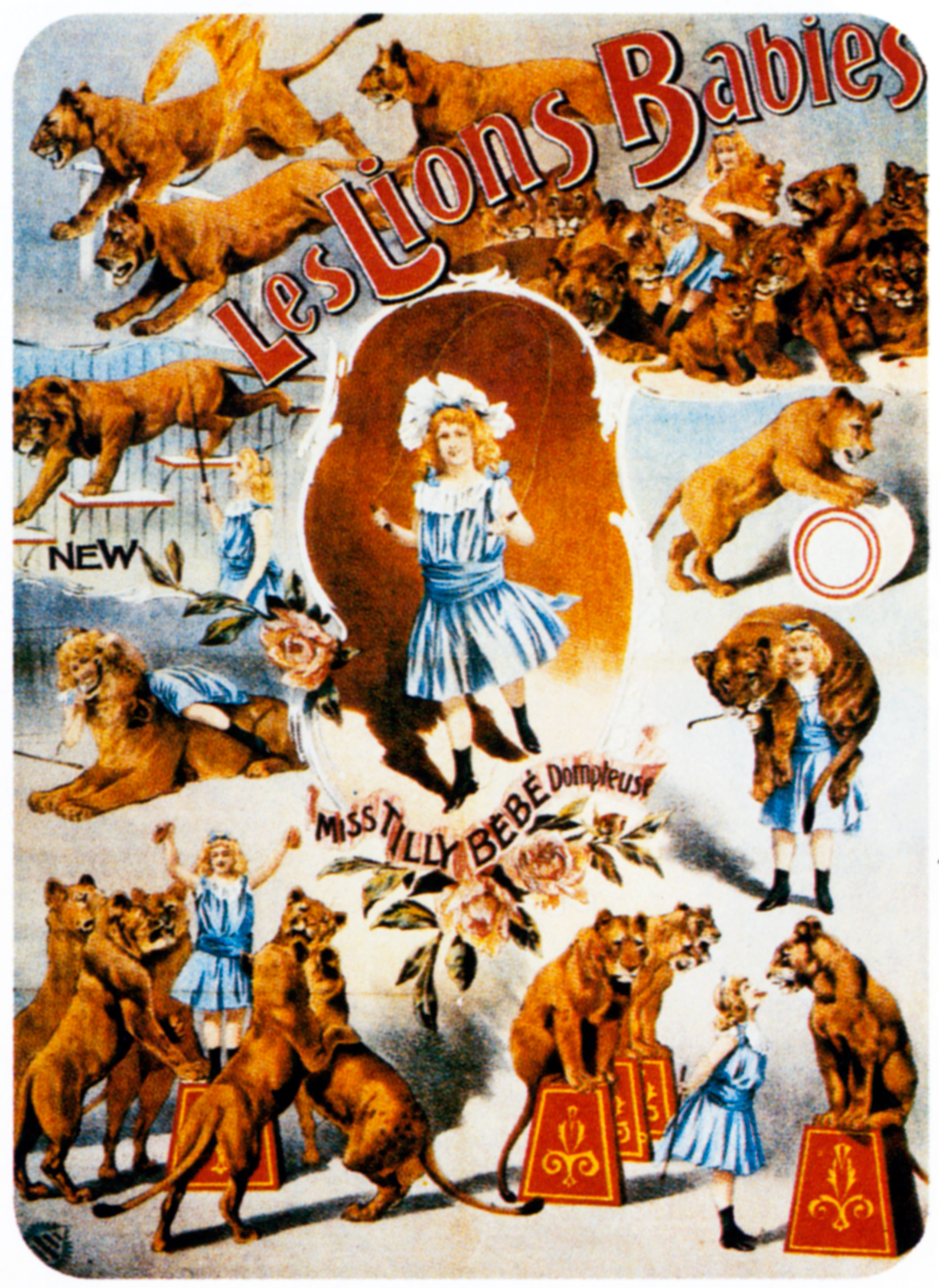
Affiche annonçant le spectacle de Tilly Bébé, à Graz (1902-1903).

Mathilde Rupp est d'abord engagée par le vivarium de Vienne, comme maître serpent, dans l'herpétarium. Désireuse d'élargir ses compétences, elle se forme, auprès de R. Falk, pour travailler avec les hyènes et commence à travailler, dans un cirque, vers 1897. Sa première représentation, au vivarium, avec des hyènes, est suivie d'un spectacle à succès à Vienne au Varieté Ronacher (de), avec des lions,. Les spectacles de cirque offrent à l'époque de nombreuses possibilités qui ne sont pas accessibles aux autres femmes et Mathilde Rupp en profite. Elle peut choisir son travail, devenir financièrement indépendante et voyager à l'étranger.
En raison de son affection pour ses lions, elle passe beaucoup de temps avec eux ; il est même rapporté qu'elle dort avec eux,,. Son mode de vie non-conventionnel suscite une attention considérable et conduit à la perception qu'elle est amoureuse de ses animaux, remplaçant la vie à la maison avec un mari par celle avec ses animaux,. Selon certains témoignages, elle refuse des prétendants en raison de son amour pour ses lions qui rivalisent pour ses caresses. En raison de la connotation érotique de son spectacle, elle attire la presse partout où elle voyage et connaît le genre de célébrité que Mae West, aura une décennie plus tard.
En 1901, elle s'entraîne à Bonn, en Allemagne, au Tierpark, un parc animalier, avec Contessa X, le nom de scène de la fille de Joseph-Bertrand Abadie, qui non seulement lui apprend à travailler avec les lions mais, ayant l'intention de prendre sa retraite, vend à Rupp une partie de ses félins,. C'est Contessa X qui donne à Rupp, le nom de scène de Tilly Bébé.

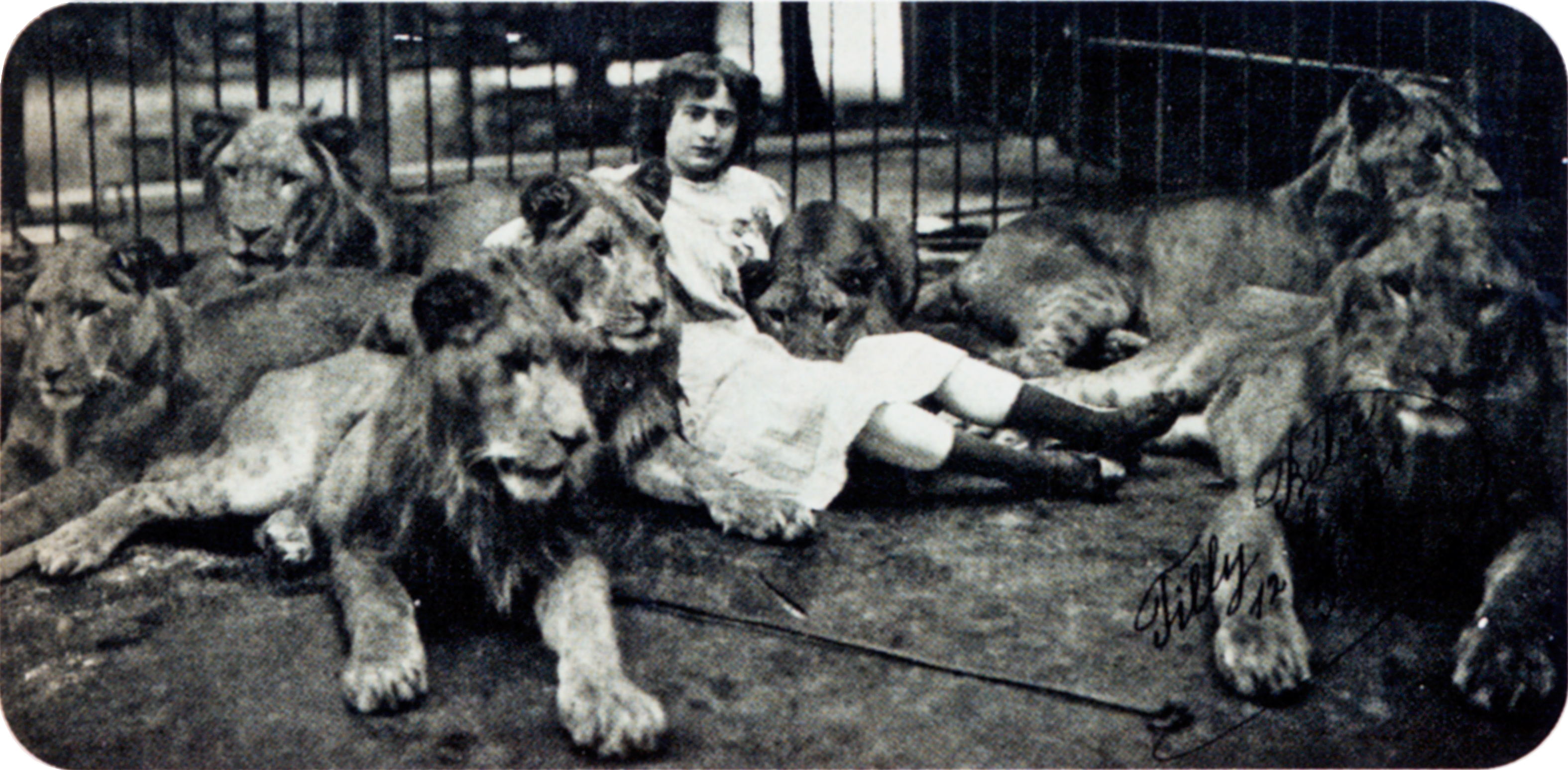
Tilly Bébé et ses lions (1905).

En raison de sa petite taille, Bébé se produit habillée en petite fille, utilisant son apparence de poupée pour contraster avec la férocité de ses lions. Maîtresse dans l'art d'attirer l'attention, elle utilise la presse pour mettre en valeur son personnage de scène, avec des histoires sur sa nature réservée et sa gentillesse envers les animaux,.
Il est fréquemment rapporté qu'elle est une adolescente et qu'elle est une figure de la société, et qu'elle a subi des blessures,. Le jour de Noël 1901, alors qu'elle se produit dans un cirque à Essen, Bébé libère un compagnon dompteur de lion, d'une attaque de lion, mais celui-ci meurt malgré son intervention. Cependant, Bébé est bientôt engagée dans un spectacle au Cirque Medrano à Paris, et, à la fin de l'année, elle est régulièrement présentée au Rembrandt-Theatre d'Amsterdam. Au cirque belge Krembser, au point culminant de son spectacle, elle met sa tête dans la gueule d'un lion avant de le faire sortir, de l'enceinte, sur ses épaules,.
En 1908, elle commence à tourner dans des films muets. Le premier, Tilly Bébé, die berühmte Löwenbändigerin (en français : Tilly Bébé, la célèbre dompteuse de lions), met en scène Bébé, dans le rôle d'une jeune fille se blottissant contre ses félins géants avant d'ouvrir la gueule d'un lion afin qu'il montre ses dents. Le film est l'un des meilleurs exemples du genre exotique-érotique-évasion qui devient populaire à l'époque,. Cette année-là, il est rapporté qu'elle est blessée par un lion qui avait posé ses pattes sur elle et était sur le point de lui mordre la gorge lors d'une représentation au Volksgarten Nymphenburg (de) à Munich. Elle le frappe sur le museau et s'éloigne, dégoulinante de sang. Il s'avére que ce n'était qu'un numéro, comme elle l'explique au public lorsqu'il est répété quelques jours plus tard : « Je ne pouvais pas lui laisser voir que j'avais peur de lui ».

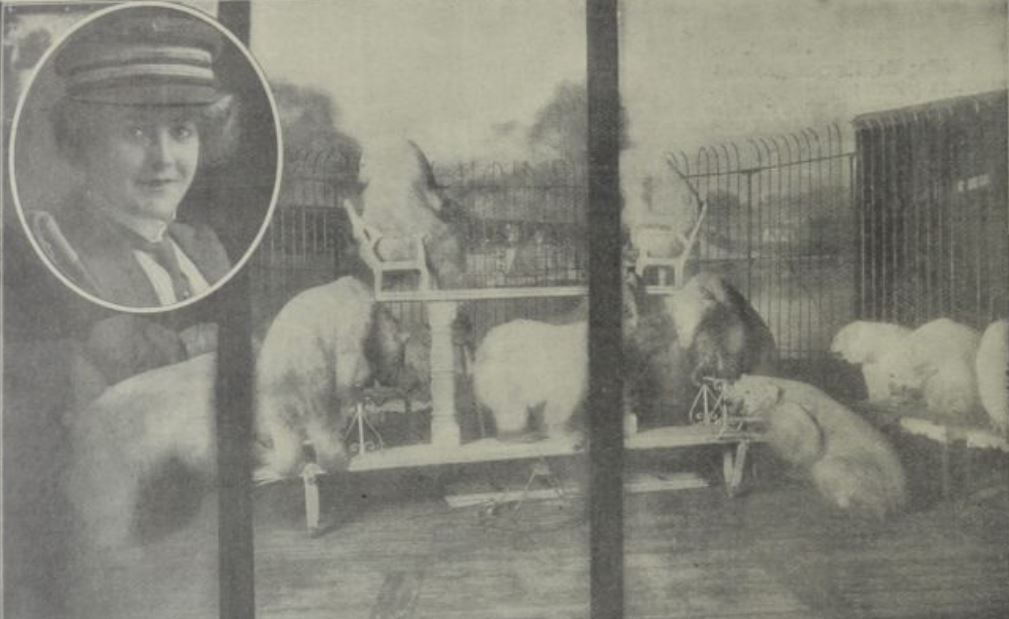
Tilly Bébé et ses ours polaires (1913).

En 1913, elle commence à se produire, pendant les mois les plus froids, avec un groupe de 20 ours polaires,. Lors d'un spectacle avec le cirque de Carl Hagenbeck, en Allemagne, elle s'occupe d'un groupe de 40 ours polaires. 
Comme pour ses performances avec les lions, la presse rapporte que les ours polaires sont dociles sous ses soins. Elle se produit avec eux au Cirque Hagenbeek, à La Haye, en 1918,,,. En 1923, Bébé part en tournée avec le cirque Sarrasani (en) qui se produit pendant deux ans dans toute l'Amérique du Sud. À Buenos Aires,  alors qu'un lion s'est échappé de sa cage, elle empêche qu'il soit abattu en l'attrapant par la crinière et en le renvoyant dans la cage.
Elle se produit jusqu'à la cinquantaine, n'ayant pas perdu beaucoup de son dynamisme. En 1928, elle travaille avec Wilhelm Hagenbeck en Saxe. En 1930, il est rapporté que seules trois des femmes qui avaient travaillé auparavant dans des cirques avec des prédateurs étaient toujours employées - Bébé, Mabel Stark et une femme qui jouait le rôle de Miss Texas,.

## Mort et héritage
Tilly Bébé meurt dans la pauvreté,, à Vienne le 11 avril 1932. Elle est reconnue comme une pionnière dans l'apprivoisement des lions et pour ses innovations dans le dressage docile des prédateurs. Roman Proske publie, en 1956, Lions, Tigers, and Me, un mémoire sur ses années de dompteuse de lions, qui comprend des histoires sur Bébé et d'autres artistes de cirque avec lesquels elle a exercé.

## Filmographie
- 1908 : Tilly Bébé, die berühmte Löwenbändigerin
- 1916 : Die Löwenbraut Tilly Bébé und ihre wilden Zöglinge
- 1917 : Der weiße Schrecken
- 1917 : Wenn das Herz in Haß erglüht
- 1917 : Der Sultan von Johore (de)
- 1917 : Die Abenteuer des Kapitän Hansen (de)
- 1919 : Die graue Frau von Alençon